# Long Beach (Terre-Neuve-et-Labrador)
Pour les articles homonymes, voir Long Beach.
Long Beach est une municipalité canadienne située sur l'île de Terre-Neuve dans la province de Terre-Neuve-et-Labrador.